# Ricardo Calvo Mínguez
Ricardo Calvo Mínguez (Alcoy, Comunidad Valenciana, 22 de octubre de 1943 - Madrid, 26 de septiembre de 2002), fue historiador, médico, periodista, políglota y ajedrecista español. Fue Maestro Internacional desde el año 1973.

## Biografía
Calvo hablaba fluidamente el alemán y el inglés. Como historiador del ajedrez, el doctor Calvo intentó demostrar que España fue el núcleo central de los importantes cambios que se produjeron en el ajedrez a finales del siglo XV. Y que la historiografía anterior sostenía mayoritariamente que el incremento de la potencia de juego de la dama y del alfil fue introducida durante el Renacimiento, en Italia. Calvo insistió siempre en que fue en España donde se impulsó preferentemente este cambio.

En 1987, debido a la deposición del título mundial de Fischer, que nunca fue aceptada por Calvo, ni por su amigo Fernando Arrabal, Calvo, a través de un riguroso artículo, puso en duda la legitimidad de la sucesión. El Presidente de la FIDE, Florencio Campomanes, le declaró “persona non grata”, un procedimiento único y escandaloso, que contribuyó a dividir más si cabe el mundo del ajedrez.

## Resultados destacados en competición
Fue subcampeón de España en el año 1970 por detrás de Ernesto Palacios y campeón de España juvenil en el año 1961.
Participó representando a España en las Olimpíadas de ajedrez de 1966 en La Habana, 1968 en Lugano, 1970 en Siegen, 1974 en Niza y 1978 en Buenos Aires, en el Campeonato de Europa de ajedrez por equipos de 1970 en Kapfenberg y en la Copa Clare Benedict en los años 1964 en Lenzerheide, 1969 en Adelboden, 1973 en Gstaad, 1974 en Cala Galdana y 1977 en Copenhague.
Organizó en la ciudad de Madrid en el año 1988 el torneo URSS - Resto del Mundo. Falleció en Madrid el 26 de septiembre de 2002 debido a un cáncer.

## Obras
- Karpov-Korchnoi, lucha por el campeonato del mundo de ajedrez. San Sebastián: Editorial Jaque. 1981. ISBN 84-300-6139-8.
- Iniciación en ajedrez. Pedro Muñoz (Ciudad Real): Perea Ediciones. 1997. ISBN 84-7729-211-6.
- Lucena: la evasión en ajedrez del converso Calixto. Pedro Muñoz (Ciudad Real): Perea Ediciones. 1997. ISBN 84-7729-216-7.
- El poema Scachs d’amor (siglo XV), primer texto conservado sobre ajedrez moderno. Madrid: Editorial Jaque XXI. 1999. ISBN 84-482-2860-X.